# Miconia steinbachii
Miconia steinbachii är en tvåhjärtbladig växtart som beskrevs av Markgr.. Miconia steinbachii ingår i släktet Miconia och familjen Melastomataceae. Inga underarter finns listade i Catalogue of Life.